# 石川県道51号輪島富来線
石川県道51号輪島富来線（いしかわけんどう51ごう わじまとぎせん）とは、石川県輪島市と羽咋郡志賀町を結ぶ県道（主要地方道）である。

## 概要
能登半島の中央部の山地を縦断するコースを取っている。

### 路線データ
- 起点：石川県輪島市二俣町5字46番1地先（二俣町交差点・国道249号交点）
- 終点：羽咋郡志賀町東小室リ3番地先（石川県道23号富来中島線交点）

## 歴史
- 1960年（昭和35年）10月15日 - 「荒屋富来線」「二俣川二俣線」認定。
- 1982年（昭和57年）10月5日 - 「荒屋富来線」「二俣川二俣線」廃止。同日、この2路線をまとめて「輪島富来線」に認定。
- 1993年（平成5年）5月11日 - 建設省から、県道輪島富来線が輪島富来線として主要地方道に指定される[1]。
- 2024年（令和6年）1月1日 - 能登半島地震が発生。志賀町今田地内で不通となった[2]。

## 路線状況

### 重複区間
- 石川県道7号穴水門前線（輪島市門前町平 - 同市門前町荒屋）
- 石川県道50号穴水剱地線（鳳珠郡穴水町桂谷 - 鳳珠郡穴水町越渡）

## 地理

### 通過する自治体
- 輪島市
- 鳳珠郡穴水町
- 羽咋郡志賀町

### 交差する道路
- 国道249号（輪島市二俣町・二俣町交差点、起点）
- 石川県道269号滝又三井線（輪島市滝又町滝又）
- 石川県道7号穴水門前線（輪島市門前町平）
- 石川県道7号穴水門前線（輪島市門前町荒屋）
- 石川県道263号桂谷川島線（鳳珠郡穴水町桂谷）
- 石川県道50号穴水剱地線（鳳珠郡穴水町桂谷）
- 石川県道50号穴水剱地線（鳳珠郡穴水町越渡）
- 石川県道23号富来中島線（羽咋郡志賀町東小室、終点）

### 沿線にある施設など
- 八ケ川
  - 八ケ川ダム
  - 八翠湖（ダム湖）
- 富来川
- 河内岳
- 風吹岳
- 稗造郵便局
- 羽咋警察署 今田駐在所
- ボケワラ遺跡
- 稗造スポーツセンター
- JA志賀 富来配送センター
- 東小室遺跡